# Зубенсько
Зубенсько (пол. Zubeńsko) — колишнє лемківське село в Польщі, у гміні Команча Сяноцького повіту Підкарпатського воєводства.

## Розташування

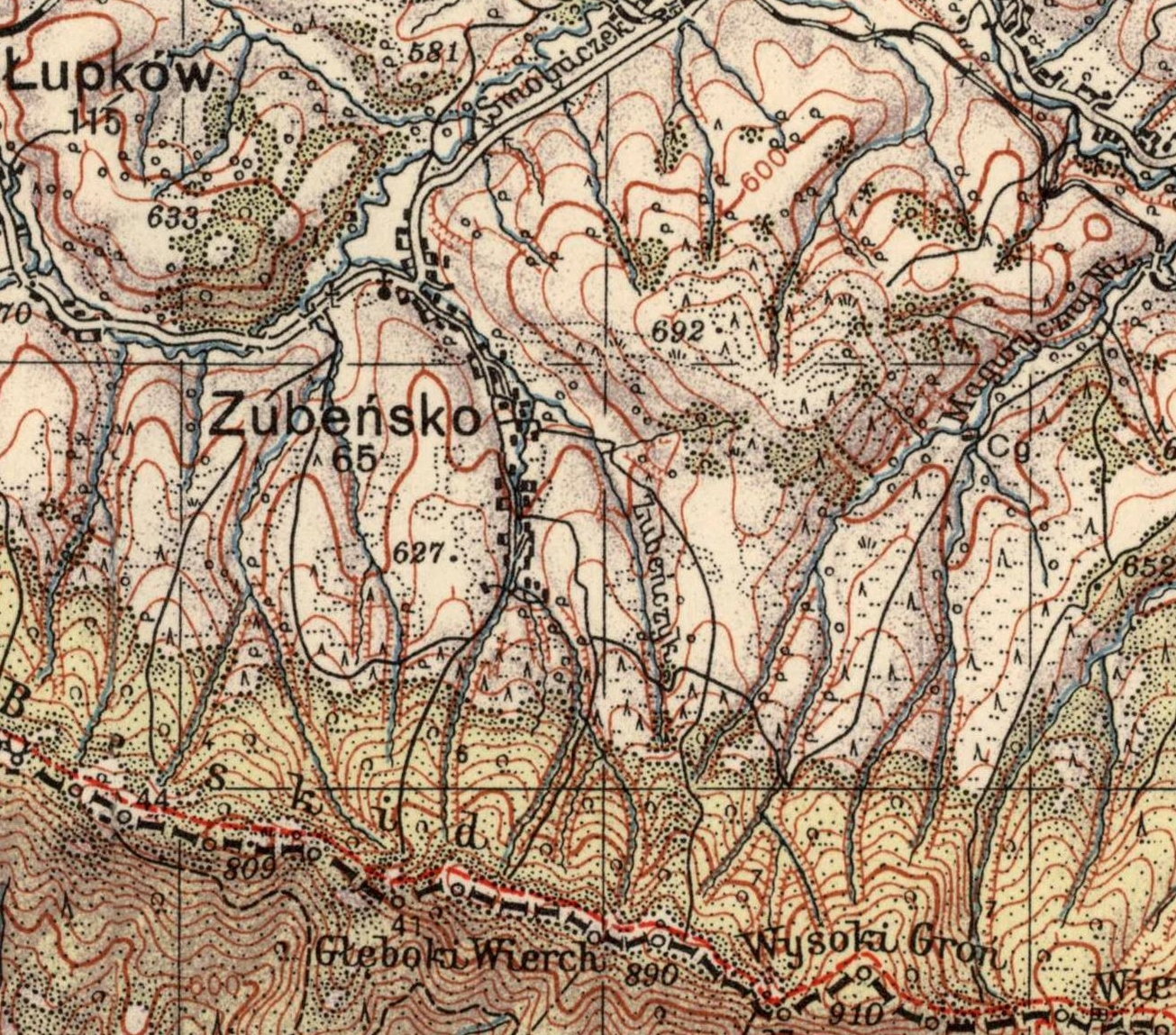
Село на карті Військового Географічного інституту 1938 року

Розташоване в південно-східній частині Польщі, у західній частині Західніх Бещад поблизу їх стику з пасмом Низьких Бескидів, під Лупківським перевалом при кордоні зі Словаччиною, за 3 км від залізничної станції «Лупків» і за 1 км від воєводської дороги № 897. Лежить над потоком Смільничок — лівою притокою річки Ослава.

## Назва
У 1977—1981 року під час кампанії ліквідації українських назв село називалося Зембєньско (пол. Zębieńsko).

## Історія
Село було закріпачене у 1549 році на волоському праві Яцьком зі Смільника за привілеєм сяноцького старости Петра Зборовського. До 1772 року село належало до Сяноцької землі Руського воєводства.
У 1789 році збудовано дерев'яну церкву Чуда святого о. Михаїла. До 1918 року село входило до Сяніцького повіту Королівства Галичини та Володимирії Австро-Угорщини.
У 1895 році село нараховувало 52 хати та 326 осіб, у 192 році — 59 хат і 355 осіб.
У 1939 році в селі переважало лемківське населення: з 440 мешканців села — 430 українців, 5 поляків та 5 євреїв. Село входило до ґміни Воля Мигова Ліського повіту Львівського воєводства Польщі.
До виселення лемків у 1945 році в СРСР та депортації в 1947 році в рамках акції Вісла у селі була дочірня греко-католицька церква парафії Лупків Лупківського деканату.
Внаслідок післявоєнного виселення українців село спустіло, а хати і церкву — знищено.